# Étoile nord-africaine
Pour les articles homonymes, voir ENA et Ena.
L'Étoile nord-africaine (ENA) est une association fondée en France en 1926 par un noyau de travailleurs immigrés algériens, devenue par la suite un parti politique dont les membres les plus connus sont : Salah Bouchafa, Messali Hadj, Amar Imache, Hadj Ali Abdelkader, Mohammed Djefel, Si Djilani Mohammed, Belkacem Radjef, Ahmed Belghoul, Mohammed Marouf qui ont joué les principaux rôles. L'émir Khaled el-Hassani ben el-Hachemi, petit-fils de l'émir Abd El-Kader, exilé en Égypte en fut le président d'honneur.
L'Étoile nord-africaine est dissoute à deux reprises, en 1929, puis en 1937 par le gouvernement du Front populaire. Elle se reforme par la suite, sous l'appellation Parti du peuple algérien.

## Histoire

### Premières années

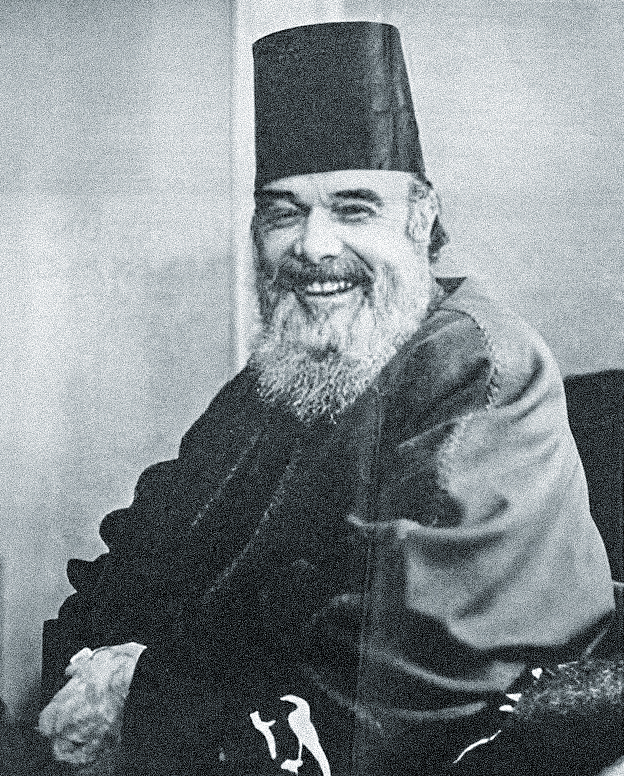
Messali Hadj.

La création de l’ENA a été décidée le 2 mars 1926 et voit le jour en juin 1926 à Paris. C’est une section de l’union inter coloniale (groupe socialiste des originaires des colonies), association de masse de la couronne extérieure du Parti Communiste Français. Cette association, fondée en 1921 par un guadeloupéen, réunit entre autres le Vietnamien Ho Chi Minh et deux Algériens : Hadj Ali Abdelkader (1883-1957) et (Hamouche) Banoune Akli (1889-1983). Abdelkader Hadj-Ali est membre du comité directeur du Parti communiste (PC) quand le Komintern demande que l'action du parti se développe parmi les travailleurs nord-africains. Abdelkader fonde alors l'Étoile nord-africaine dans ce but. Cette organisation, selon la volonté d'Abdelkader Haj-Ali, est fondamentalement laïque et compte se battre en complète collaboration avec la classe ouvrière française. Elle recrute la majeure partie de ses militants dans l'émigration ouvrière algérienne, militants qui sont placés sous surveillance par le Service des affaires indigènes nord-africaines de la Préfecture de police de Paris. Les buts de cette association sont « la défense des intérêts sociaux, matériels et moraux » des travailleurs de cette région.
En 1927, elle accueille Messali Hadj. Ce jeune Tlemcenien a des points  de vue qui divergent de ceux de Hadj ali abdel-Kader. Moins préoccupé par la laïcité [réf. nécessaire].
L'avocat communiste Robert-Jean Longuet, fils de Jean Longuet, qui a défendu des Marocains à Paris et cofondé, en 1932, la revue Maghreb à Paris, participe pour le compte de l'Association juridique internationale (AJI) à la défense des militants de l’Étoile nord-africaine, inculpés à la suite des massacres de Constantine.

## Discours de Messali Hadj
Le Parti communiste prépare un congrès anticolonial de Bruxelles du 10 au 15 février 1927 et compte beaucoup sur cette manifestation. Messali Hadj prépare un discours dans lequel il annonce vouloir dénoncer l'« odieux code de l'Indigénat ». Il s'exprime le 10 février, son texte lui a été subtilisé, il résumera son propos par une intervention de quinze minutes. Ce discours scellera son engagement, il devient la référence de la lutte anticoloniale en Afrique du Nord. Le discours s'organise en deux parties formant un double programme, il déclare d'emblée : « le peuple algérien qui est sous la domination française depuis un siècle n'a plus rien à attendre de la bonne volonté de l'impérialisme français pour améliorer notre sort. »

### Première partie, les mesures immédiates
1. Abolition immédiate du Code de l'indigénat et de toutes les mesures d'exception.
2. Amnistie pour tous ceux qui sont emprisonnés, en surveillance spéciale ou exilés pour infraction au Code de l'indigénat ou pour délit politique.
3. Liberté de voyage absolue pour la France et l'étranger.
4. Liberté de presse, d'association, de réunions, droits politiques et syndicaux.
5. Remplacement des délégations financières élues au suffrage restreint, par un parlement national algérien élu au suffrage universel.
6. Suppression des communes mixtes et des territoires militaires, remplacement de ces organismes par des assemblées municipales élues au suffrage universel.
7. Accession de tous les Algériens à toutes les fonctions publiques sans aucune distinction, fonction égale, traitement égal pour tous.
8. Instruction obligatoire en langue arabe accession à l'enseignement à tous les degrés ; création de nouvelles écoles arabes. Tous les actes officiels doivent être simultanément rédigés dans les deux langues.
9. Application des lois sociales et ouvrières. Droit au secours de chômage aux familles algériennes en Algérie et aux allocations familiales.

### Deuxième Partie, les revendications politiques
1. Indépendance totale de l'Algérie.
2. Retrait total des troupes d'occupation.
3. Constitution d'une armée nationale, d'un gouvernement national révolutionnaire, d'une assemblée constituante élue au suffrage universel. Le suffrage universel à tous les degrés et l'éligibilité dans toutes les assemblées pour tous les habitants de l'Algérie. La langue arabe considérée comme langue officielle.
4. Remise en totalité à l'État algérien des banques, des mines, des chemins de fer, des forts et services publics accaparés par les conquérants.
5. Confiscation des grandes propriétés accaparées par les féodaux alliés des conquérants, les colons et les sociétés financières et la restitution aux paysans des terres confisquées. Le respect de la moyenne et petite propriété. Le retour à l'État algérien des terres et forêts accaparées par l'État français.
6. Instruction gratuite obligatoire à tous les degrés en langue arabe.
7. Reconnaissance par l'État algérien du droit syndical, de coalition et de grève, l'élaboration des lois sociales.
8. Aide immédiate aux fellahs pour l'affectation à l'agriculture de crédits sans intérêts pour l'achat de machines, de semences, d'engrais ; organisation de l'irrigation et amélioration des voies de communications.

Le discours et la faconde de son auteur frappent l'auditoire, le jeune tlemcénien sort de l'ombre, il  vient de passer une épreuve, il devint sur le champ un dirigeant politique dont on saisit le rôle majeur qui sera le sien.

## La rupture avec le PCF
En 1928, l'Étoile nord-africaine se sépare du Parti communiste français (PCF) dont la « bolchevisation » voulue par le Komintern l'éloigne de ce qui sera sa revendication principale, l'autodétermination. Les autorités françaises dénoncent la « menace pour l'autorité de l'État ». L'ENA est dissoute le 20 novembre 1929.

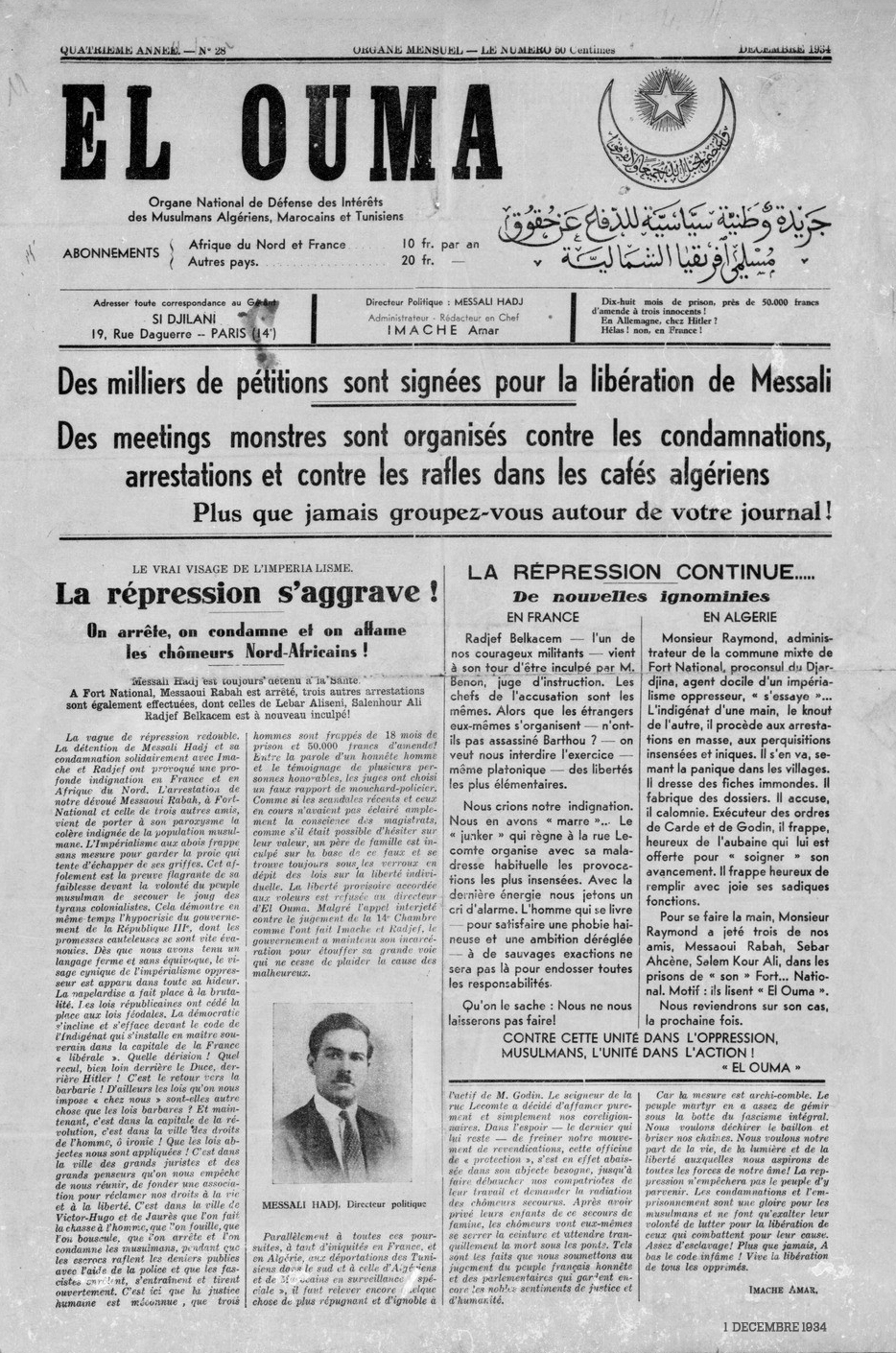
Exemplaire du journal El Ouma (Samedi 1 Décembre 1934) de l'Étoile nord-africaine.

Le 28 mai 1933, une assemblée générale secrète se tient et élit Messali Hadj, président, Amar Imache, secrétaire général, Belkacem Radjef, trésorier général, et désigne Si Djilani comme directeur du périodique El-Ouma (La Nation) dont Imache sera rédacteur en chef. La double appartenance avec le PC est interdite.
Lors des grèves du Front populaire, l'ENA adhère aux revendications des mouvements sociaux et se solidarise avec les ouvriers. L'ENA s'oppose au projet Blum-Viollette qui prévoit l'attribution de la citoyenneté française à une minorité d'Algériens. Le Front populaire dissout à nouveau l'ENA en janvier 1937 et poursuit ses dirigeants pour reconstitution de ligue dissoute. Ses dirigeants sont condamnés puis amnistiés. Selon des informations policières, l'ENA compte alors 5 000 membres.
Cette dissolution conduit Messali Hadj à la constitution du Parti du peuple algérien (PPA) à Nanterre en mars 1937, qui poursuit les mêmes objectifs que ceux de l'ENA, revendiquant une émancipation et une autonomie totale de l'Algérie au sein de la République française. Mais Messali ne revendique plus l'indépendance.

## Membres de l'Étoile nord-africaine
- Belkacem Radjef
- Amar Khider
- Ahmed Mezerna
- Mohammed El Kebir
- Mohamed Khider
- Amar Imache
- Moufdi Zakaria
- Djilali Chabila
- Hocine Melbouci
- Mohamed Abba